# هزارنی
هزارنِی (یا سازوی آبی یا گاوبُر) (Butomus umbellatus) نام گیاهی پایابی با گل‌های بسیار زیبا است که گل‌های آن در گل‌آذین چتری قرار دارند.
هزارنی برگ‌های خطی دارد که تا ۱ متر یا بیشتر رشد می‌کنند. مقطع برگ‌ها سه‌گوش است که در راستای ساقه در دو ردیف می‌رویند.
هزارنی در بیشتر کشورها جنبه تزئینی دارد. در مناطقی از روسیه از ساقه‌های زیرزمینی آن برای آشپزی بهره می‌گیرند.